# Campino
Andreas Frege mer känd som Campino, född 22 juni 1962 i Düsseldorf, är sångare i det tyska punkbandet Die Toten Hosen som nådde en höjdpunkt 1996–2000.

## Diskografi
Som bidragande musiker
- 1988 Album: Wild Times Again (med The Lurkers)
- 1991 Album: Gotta Move On (med Asmodi Bizarr på låten "Jackson")
- 1993 Album: Bajo otra bandera (med Pilsen, på "Caramba", "Carajo ein Whisky")
- 1996 Album: Honest John Plain & Friends (på "Thinking of You", "Song for Me" och "Marlene")
- 1997 Album: Power Cut (med The Boys)
- 1998 Singel: "Raise your Voice" (med Bad Religion)
- 2003 Album: En vivo y ruidoso II (med Los Violadores på "Viva la Revolution")
- 2006 Album: 26½ (med Fehlfarben på "Paul ist tot")
- 2006 Album: A Foot Full of Bullets (med Peter and the Test Tube Babies på "Smiling Through the Tears")
- 2007 Album: La Vida… es un Ratico (med Juanes på "Bandera de Manos")
- 2009 Album: Crisis (med Motorama på "Do anything you wanna do")
- 2011 Album: Los Contrarios (med Desorden Público på "City of the Dead")
- 2011 Singel: "Alles nochmal von vorn" (med Wölli & Die Band des Jahres)
- 2014 Album: Zum Glück in die Zukunft II (med Marteria på "Die Nacht ist mit mir")
- 2015 Album: Niveau weshalb warum (med Deichkind på "Selber machen lassen")
- 2017 Album: Anarchie und Alltag (med Antilopen Gang på "Enkeltrick")